# Valencia del Mombuey
Valencia del Mombuey è un comune spagnolo di 791 abitanti situato nella comunità autonoma dell'Estremadura.